# Liste des résolutions du Conseil de sécurité des Nations unies adoptées en 1988
Les résolutions du Conseil de sécurité des Nations unies sont les décisions qui sont votées par le Conseil de sécurité des Nations unies.
Une telle résolution est acceptée si au moins neuf des quinze membres (depuis le 17 décembre 1963, 11 membres avant cette date) votent en sa faveur et si aucun des membres permanents qui sont la Chine, les États-Unis, la France, le Royaume-Uni et l'Union soviétique (la Russie depuis 1991) n'émet de vote contre (qui est désigné couramment comme un veto).

## Résolutions 607 à 626
- Résolution 607 : territoires occupés par Israël (adoptée le 5 janvier 1988).
- Résolution 608 : territoires occupés par Israël (adoptée le 14 janvier 1988).
- Résolution 609 : Israël-Liban (adoptée le 29 janvier 1988).
- Résolution 610 : Afrique du Sud - Affaire des six de Sharpeville (adoptée le 16 mars 1988).
- Résolution 611 : Israël-Tunisie (adoptée le 25 avril 1988).
- Résolution 612 : Irak-République islamique d'Iran  (adoptée le 9 mai 1988).
- Résolution 613 : Israël et la République arabe syrienne (adoptée le 31 mai 1988).
- Résolution 614 : Chypre (adoptée le 15 juin 1988).
- Résolution 615 : Afrique du Sud  - Affaire des six de Sharpeville (adoptée le 17 juin 1988).
- Résolution 616 :  République islamique d'Iran - États-Unis (adoptée le 20 juillet 1988).
- Résolution 617 : Israël-Liban (adoptée le 29 juillet 1988).
- Résolution 618 : prise d'otages (adoptée le 29 juillet 1988).
- Résolution 619 : Irak-République islamique d'Iran (adoptée le 9 août 1988).
- Résolution 620 : Irak-République islamique d'Iran (adoptée le 26 août 1988).
- Résolution 621 : Sahara occidental (adoptée le 20 septembre 1988).
- Résolution 622 : Afghanistan - Pakistan (adoptée le 31 octobre 1988).
- Résolution 623 : Afrique du Sud (adoptée le 23 novembre 1988).
- Résolution 624 : Israël et la République arabe syrienne (adoptée le 30 novembre 1988).
- Résolution 625 : Chypre (adoptée le 15 décembre 1988).
- Résolution 626 : Angola (adoptée le 20 décembre 1988).